# Місто-привид

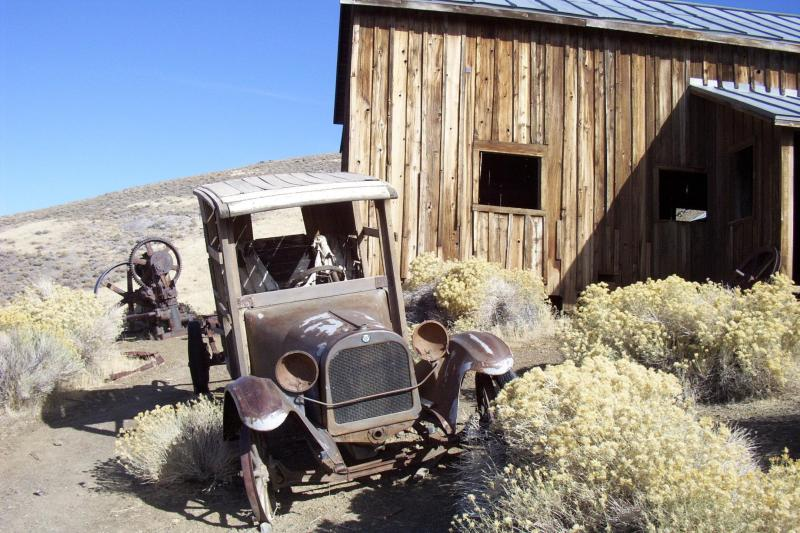
Берлін, Невада. Місто-привид, 2004.

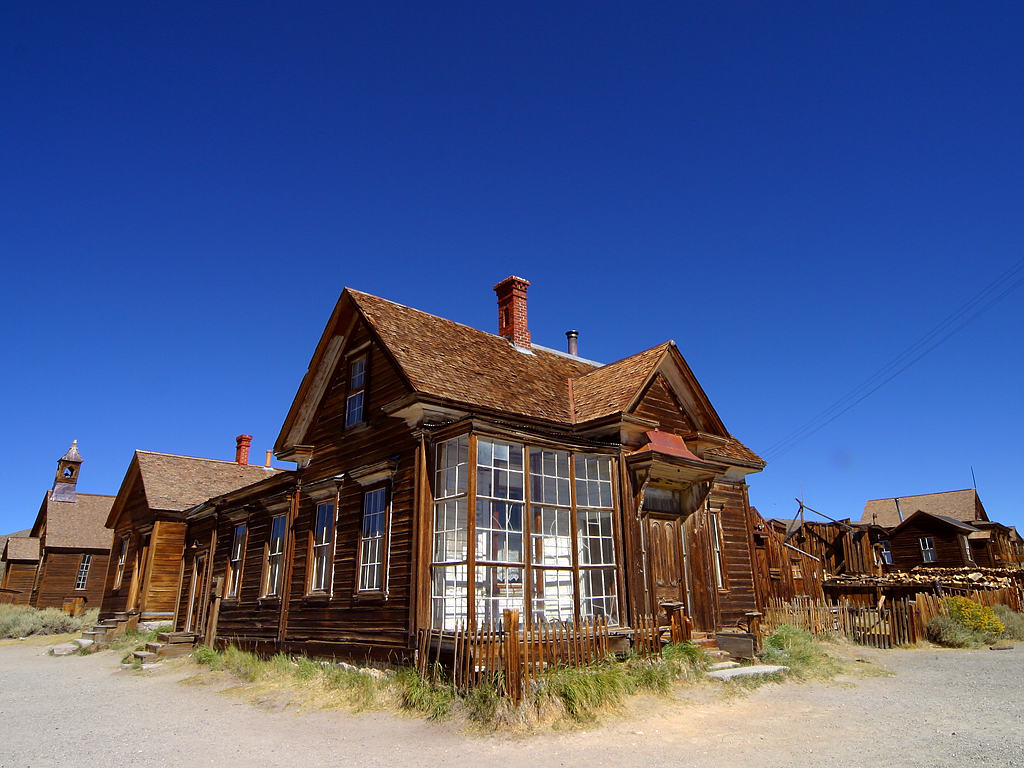
На розі вулиці. Місто-привид Боді, Каліфорнія.

Мі́сто-при́вид — повністю залишений мешканцями населений пункт. Головними причинами перетворення міста на привид є:
- виробництво, торгівля або інша економічна активність, що слугувала головною галуззю діяльності міста, припинилося з якоїсь причини (вичерпання природних ресурсів, перенесення виробництва, падіння попиту на товар тощо)
- природні або спричинені людськими діями чинники (повінь, війна, техногенні катастрофи)

Термін також може використовуватися для територій, популяція яких критично зменшилася у порівнянні з минулим.
Деякі з міст-привидів стають туристичними атракціями, наприклад: Волгалла в Австралії, Barkerville, British Columbia; Tombstone, Arizona; Jerome, Arizona; Oatman, Arizona; Bannack, Montana; Колманскоп, Намібія, Elizabeth Bay, Намібія; Форті Майл, Юкон; Дайї, Аляска. В основному, це стосується тих міст, які зберегли аутентичну архітектуру або були поглинені дикою природою
Інші міста можуть стати небезпечними для туристів (підземні пожежі, провалля, злочинність) або взагалі забороненими для відвідування (Чорнобильська зона відчуження).

## Україна

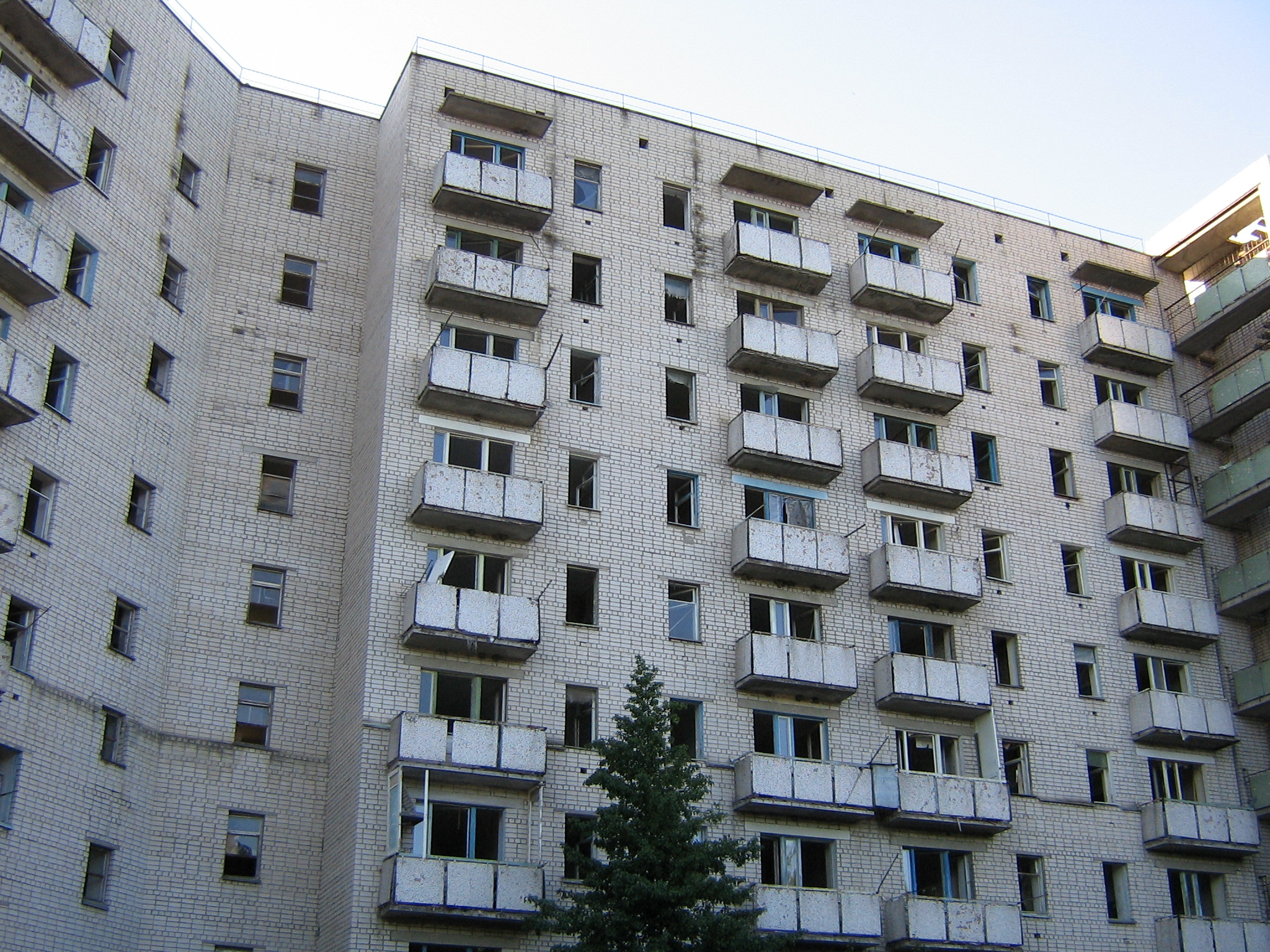
Покинутий будинок в селищі Орбіта. 2006 рік

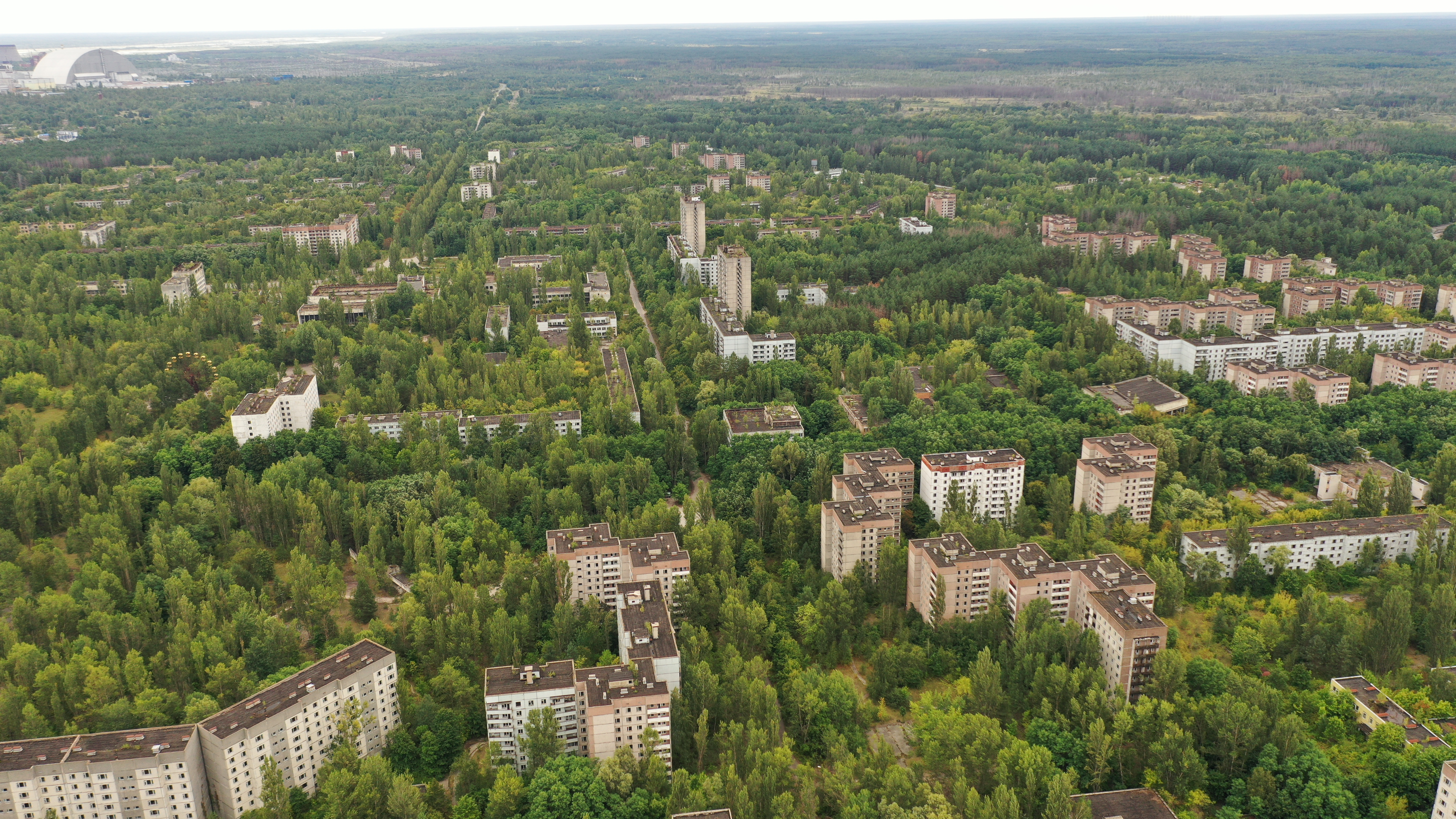
Покинуте місто Прип'ять внаслідок Аварії на ЧАЕС

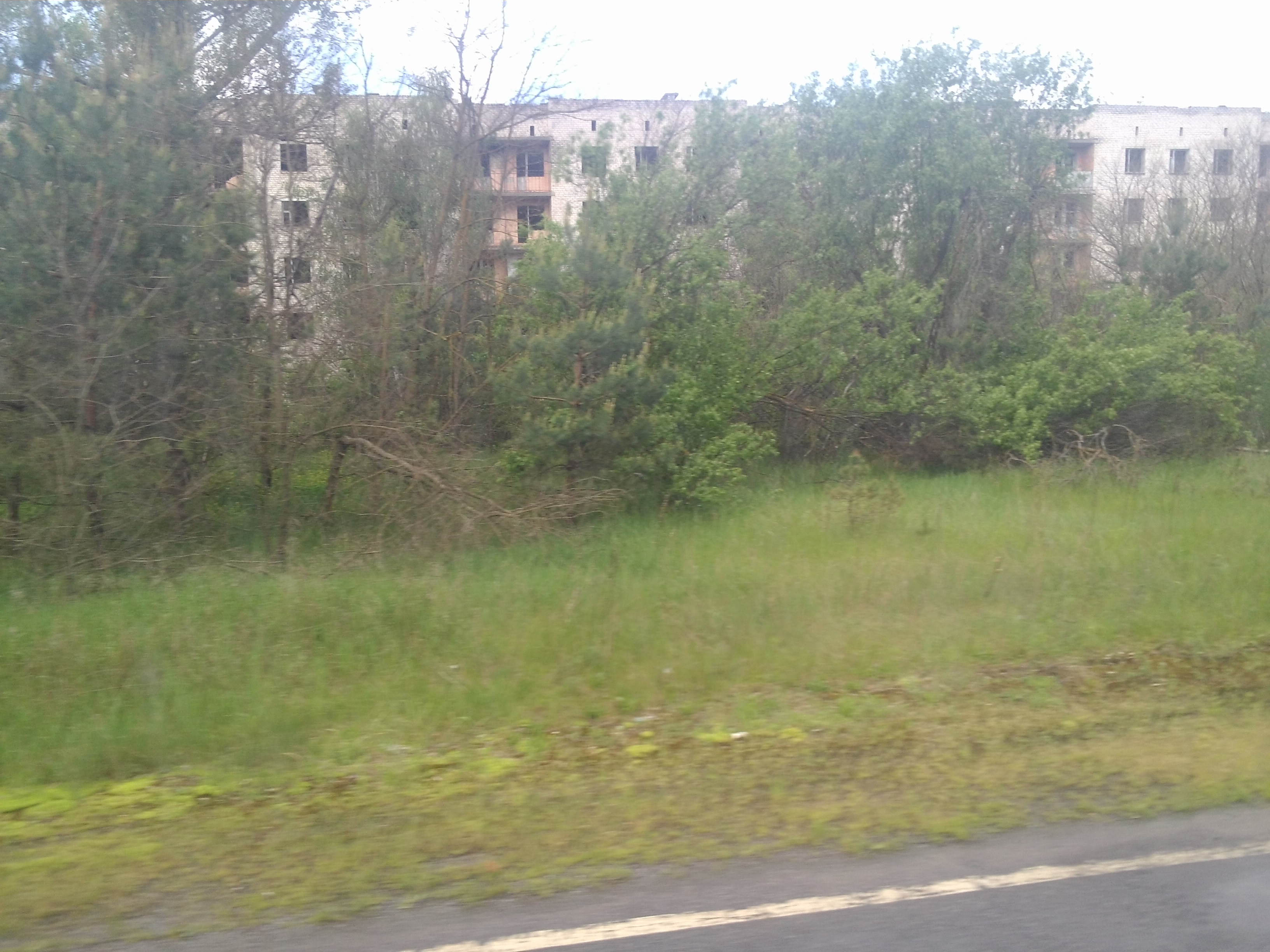
Покинуте смт Поліське внаслідок Аварії на ЧАЕС

В Україні містом-привидом є селище Орбіта біля Чигирина, яке було селищем будівельників Чигиринської АЕС. Після замороження будівництва в 1986 році, мешканці покинули населений пункт, нині там проживає без комунальних послуг кілька десятків родин. У 2022-23 рр. перелік міст-привидів України поповнила Мар'їнка що на Донеччині. У результаті дій Російської Федерації в ході повномастабного вторгнення РФ в Україну місто було повністю знищенно та де-факто перестало існувати. Населення Мар'їнки на момент березня 2023 складає 0 осіб.